# Hungerbühl-Weiherwiesen
Hungerbühl-Weiherwiesen ist ein mit Verordnung des Regierungspräsidiums Freiburg vom 10. Januar 1996 ausgewiesenes Naturschutzgebiet mit der Nummer 3.215.

## Lage
Das Schutzgebiet befindet sich im Naturraum Obere Gäue. Es liegt etwa 1500 Meter östlich von Mühlheim am Bach in der Aue des Weiherbachs, der nach Westen hin dem Mühlbach zufließt. Das Schutzgebiet ist Teil des FFH-Gebiets Nr. 7617-341 Wiesen und Heiden an Glatt und Mühlbach.

## Schutzzweck
Laut Verordnung ist der wesentliche Schutzzweck die Erhaltung des reich strukturierten Gebietes mit seinem Mosaik aus Magerweiden, Streuobstbeständen. Hecken, Brachen, Schilfröhrichten, Großseggenrieden, Mähwiesen, bachbegleitenden Hochstaudenfluren und Saumgesellschaften als Lebensraum für zahlreiche seltene und gefährdete Tier- und Pflanzenarten.

## Flora und Fauna
Auf den Magerweiden des Gebiets gedeihen Golddistel, Silberdistel, Deutscher Fransenenzian und Gewöhnlicher Fransenenzian. Die Schilfröhrichte und Seggenriede werden von Teichrohrsänger und Rohrammer besiedelt. Die extensiv bewirtschafteten Bereiche der Kalk-Magerweide werden genutzt von Neuntöter, Baumpieper, Braunkehlchen und Dorngrasmücke.